# General Computer
Pour l'entreprise renommée exerçant dans le domaine des imprimantes, voir GCC Printers.
Pour les articles homonymes, voir GCC.
General Computer Corporation (GCC) est une entreprise américaine créée en 1981, par Doug Macrae, John Tylko et Kevin Curran qui exerçait son activité dans le domaine du jeu vidéo. Depuis 1984, appelée GCC Printers exerce son activité dans le domaine de l'imprimante pour ordinateur,.

## Description
General Computer a commencé son activité en réalisant des Kits de conversion pour bornes d'arcade déjà existantes comme Super Missile Attack,, qui a été vendu en tant que mise à jour pour la borne Atari Missile Command. Dès la sortie, Atari lance des procès contre General Computer, mais avant le procès Atari stoppe les poursuites et engage finalement General Computer pour développer des jeux pour Atari. À partir de là, General Computer arrête de créer des kits de conversion. General Computer avait également créé le mythique Crazy Otto que Midway Manufacturing Company rachète et termine pour créer Ms. Pac-Man, la suite au départ illégale de Pac-Man, par la suite autorisée par Namco. GCC réalise également la suite Jr. Pac-Man.
Sous l'ère Atari, GCC développe des jeux originaux comme Food Fight, Quantum, et le prototype Nightmare et produit également beaucoup de cartouches pour Atari 2600 dont Ms. Pac-Man, Centipede, plus de la moitié des cartouches Atari 5200. GCC développe également les puces électroniques pour la Atari 7800 et se charge des premières productions de cartouches pour cette plate-forme.
GCC abandonne rapidement le secteur de l'industrie vidéoludique au moment du krach du jeu vidéo de 1983 et se reconvertit dans les périphériques pour ordinateur en 1984. L'entreprise change de secteur d'activité pour fabriquer de périphériques pour ordinateurs Macintosh : l'HyperDrive (premier disque de dur interne du Mac), l'imprimante à jet d'encre grand format WideWriter 360, et la Personal Laser Printer (la première imprimante laser QuickDraw). Depuis, l'entreprise se concentre exclusivement sur les imprimantes laser.

## Liste de jeux

### Arcade
- Food Fight
- Quantum
- Nightmare (prototype)
- Super Missile Attack
- Crazy Otto
- Jr. Pac-Man
- Ms. Pac-Man

### Atari 2600
- Rubik's Cube
- Battlezone
- Centipede
- Galaxian
- Joust
- Jr. Pac-Man
- Jungle Hunt
- Kangaroo
- Moon Patrol
- Ms. Pac-Man
- Phoenix
- Pole Position
- RealSports Tennis
- Track and Field
- Vanguard

### Atari 5200
- Choplifter
- Dig Dug
- Joust
- Kangaroo
- Pole Position
- Qix
- Vanguard

### Atari 7800
- Asteroids
- Centipede
- Desert Falcon
- Diagnostic Cartridge
- Dig Dug
- Food Fight
- Galaga
- High Score Cartridge
- Joust
- Ms. Pac-Man
- Pole Position II
- Rescue on Fractalus! (prototype)
- Robotron: 2084
- Xevious